# 索姆图尔布
索姆图尔布（法語：Somme-Tourbe，法語發音：[sɔm tuʁb]）是法国马恩省的一个市镇，属于香槟沙隆区。

## 地理
索姆图尔布（49°6'5"N, 4°40'7"E）面积19.39 平方千米，位于法国大東部大區马恩省，该省份为法国东北部内陆省份，北起阿登省，西北接埃纳省，西南接塞纳-马恩省，南至奥布省，东南接上马恩省，东临默兹省。
与索姆图尔布接壤的市镇（或旧市镇、城区）包括：图尔布河畔圣让、香槟地区拉克鲁瓦、昂镇、圣雷米叙比西、索姆比奥讷、索姆叙普。

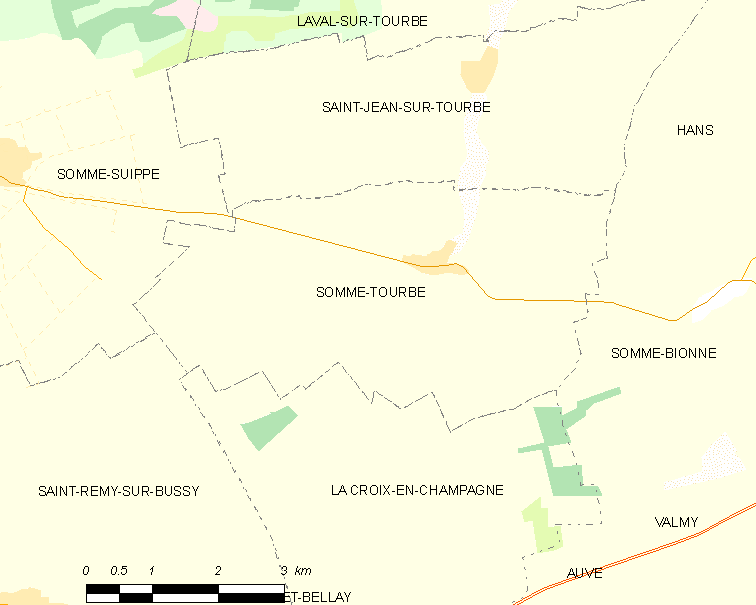
索姆图尔布的OSM定位图

索姆图尔布的时区为UTC+01:00、UTC+02:00（夏令时）。

## 行政
索姆图尔布的邮政编码为51600，INSEE市镇编码为51547。

## 政治
索姆图尔布所属的省级选区为阿戈讷-叙普-韦勒县。

## 人口

1962-2008年间索姆图尔布人口变化图示

索姆图尔布于2022年1月1日时的人口数量为141人。